# Europäische Initiative für Nachhaltige Entwicklung in der Landwirtschaft
Die Europäische Initiative für Nachhaltige Entwicklung in der Landwirtschaft e.V., englisch: European Initiative for Sustainable Development in Agriculture (EISA) e.V. ist eine Lobbyorganisation nationaler landwirtschaftlicher Organisationen aus sieben EU-Mitgliedsstaaten als Vollmitgliedern und weiteren sechs europäischen Organisationen als assoziierten Mitgliedern. Die Mitgliedsorganisationen sind selbst wiederum nationale Interessenverbände, in denen Berufsverbände sowie Unternehmen und Verbände der vor- und nachgelagerten Agrarindustrie Mitglieder sind.

## Organisation und Mitglieder
EISA e.V. wurde 2001 in Bonn als Verein gegründet. 
Zu den Mitgliedern zählen die Vollmitglieder aus Frankreich (FARRE, Forum des Agriculteurs Responsables Respectueux de l’Environnement), Luxemburg (FILL, Förderverein Integrierte Landbewirtschaftung Luxemburg), Deutschland (FML, Forum Moderne Landwirtschaft e.V.), Ungarn (GOSZ, Verband der Getreideproduzenten in Ungarn), England (LEAF, Linking Environment And Farming), Schweden (OiB, Odling i Balans) und Niederlande (Skylark, Stichting Veldleeuwerik).
Assoziierte Mitglieder sind ECPA (European Crop Protection Association), ELO (European Landowners Organization), FEFAC (European Feed Manufacturers‘ Federation), Fertilizers Europe, IFAH-Europe (International Federation of Animal Health-Europe) sowie SAI-Platform (Sustainable Agriculture Initiative Platform).

## Verbandstätigkeit
Der Verein hat folgende Aufgaben:
- Begründung und Förderung des Dialogs über die nachhaltige Landwirtschaft,
- Förderung und Weiterentwicklung der nachhaltigen Landwirtschaft auf europäischer Ebene durch die Umsetzung der Integrierten Landwirtschaft,
- Zusammenführen möglichst vieler Organisationen in Europa, um die nachhaltige Landwirtschaft und praktikable, progressive und moderne landwirtschaftliche Produktionsmethoden zu fördern und weiterzuentwickeln.

Ein Aktivitätsschwerpunkt ist das „EISA System Integrierte Landwirtschaft“. Weitere Aktivitäten umfassen u. a. die intensive Beteiligung an europäischen Stakeholder-Dialogen und Workshops sowie Maßnahmen zur Öffentlichkeitsarbeit zur Integrierten Landwirtschaft auf europäischer Ebene.

## EISA System integrierte Landwirtschaft
Ein erster Entwurf einer europäischen Definition und Beschreibung der integrierten Landwirtschaft wurde von EISA im Juli 2003 vorgestellt. Nach einem im Austausch mit unterschiedlichen Fachleuten und Verbänden überarbeiteten Entwurf im November 2005 wurde im September 2006 das vollständige Papier veröffentlicht. Nach dem Verständnis von EISA ist das System Integrierte Landwirtschaft eine ebenso ganzheitliche wie dynamische Leitlinie; deshalb haben die Mitglieder entschieden, das Papier regelmäßig zu überarbeiten und zu aktualisieren. Aktualisierte Fassungen wurden seither im September 2009 und im Februar 2012 vorgestellt.
Integrierte Landwirtschaft wird in diesem detaillierten Leitbild als ein nachhaltiges Produktionssystem gekennzeichnet, das es den Landwirten erlaubt, ihre Bewirtschaftung zum Wohl der Umwelt, für wirtschaftlichen Erfolg und im Hinblick auf ihre soziale Verantwortung zu optimieren und damit drei wesentlichen Ansprüchen einer nachhaltigen Entwicklung gerecht zu werden.

## Veröffentlichungen
- EISA – A Common Codex for Integrated Farming;
- ilu & EISA – Indicators for a Sustainable Development in Agriculture, 2002
- ilu & EISA – Strategies for Sustainability from an Economic Point of View, 2002
- EISA – Success Stories of Integrated Farming in Europe, 2004
- EISA – EISA System Integrierte Landwirtschaft, 2012
- EISA – Sustainable Agriculture: What is it all about? 2012
- Fertilizers Europe & EISA – Integrated Farming, A holistic system, 2013